# Star Carol
Star Carol è una carola natalizia composta da John Rutter nel 1972.

## Descrizione
Star Carol segue le caratteristiche tradizionali di una carola natalizia inglese, sia nella forma, con una serie di strofe ognuna seguita da un semplice ritornello, sia nell'argomento, che cita il Bambino Gesù nella mangiatoia, l'annuncio degli angeli e l'adorazione dei pastori.
Le strofe sono composte da tre versi, ognuno dei quali inizia una mezza frase cantata dalle voci maschili, che viene completata da quelle femminili. Sia le strofe che il ritornello si concludono ogni volta con l'invito ad andare a Betlemme per adorare Gesù: "Hurry to Bethlehem and see the son of Mary".